# Jueces 16
Jueces 16 es el decimosexto capítulo del Libro de los Jueces en el Antiguo Testamento o la Biblia hebrea. Según la tradición judía, el libro fue atribuido al profeta Samuel, pero los eruditos modernos lo consideran parte de la Tradición deuteronómica, que abarca los libros de Deuteronomio a 2 Reyes, atribuidos a escritores nacionalistas y fervientes yahvistas durante la época del rey reformador de Judea Josías en el siglo VII a. C.. Este capítulo registra las actividades del juez Sansón. Perteneciente a una sección que comprende Jueces 13 a Jueces 16 y Jueces 6:1 en el 16:31..

## Texto
Este capítulo fue escrito originalmente en hebreo. Se divide en 31 versículos.

### Testigos textuales
Algunos manuscritos antiguos que contienen el texto de este capítulo en hebreo pertenecen a la tradición del Texto Masorético, que incluye el Códice de El Cairo (895), el Códice de Alepo (siglo X) y el Códice Leningradoensis (1008).
Los manuscritos antiguos existentes de una traducción al griego koiné conocida como Septuaginta (originalmente se hizo en los últimos siglos a. C.) incluyen el Codex Vaticanus (B; {\displaystyle {\mathfrak {G}}}B; siglo IV) y Codex Alexandrinus (A; {\displaystyle {\mathfrak {G}}}A; siglo V). 

## Análisis

### Los dos paneles
Un estudio lingüístico de Chisholm revela que la parte central del Libro de los Jueces (Jueces 3:7-16:31) puede dividirse en dos paneles basados en los seis estribillos que afirman que los israelitas hicieron el mal a los ojos de Yahvé:
Primer panel
A 3:7 ויעשו בני ישראל את הרע בעיני יהוה
Y los hijos de Israel hicieron lo malo ante los ojos del SEÑOR (KJV)
B 3:12 ויספו בני ישראל לעשות הרע בעיני יהוה
Y los hijos de Israel volvieron a hacer el mal otra vez ante los ojos del SEÑOR
B 4:1 ויספו בני ישראל לעשות הרע בעיני יהוה
Y los hijos de Israel volvieron a hacer el mal otra vez ante los ojos del SEÑOR
Segundo panel
A 6:1 ויעשו בני ישראל הרע בעיני יהוה
Y los hijos de Israel hicieron lo malo ante los ojos del SEÑOR
B 10:6 ויספו בני ישראל לעשות הרע בעיני יהוה
Y los hijos de Israel volvieron a hacer el mal otra vez ante los ojos del SEÑOR
B 13:1 ויספו בני ישראל לעשות הרע בעיני יהוה
Y los hijos de Israel volvieron a hacer el mal otra vez ante los ojos del SEÑOR
Además, a partir de la evidencia lingüística, los verbos utilizados para describir la respuesta del Señor al pecado de Israel tienen patrones quiasmáticos y pueden agruparse para ajustarse a la división anterior:
Panel uno
3:8 וימכרם, «y los vendió», de la raíz מָכַר, makar
3:12 ויחזק, «y fortaleció», de la raíz חָזַק, khazaq.
4:2 וימכרם, «y los vendió», de la raíz מָכַר, makar.
Panel dos
6:1 ויתנם, «y él les dio,» de la raíz נָתַן, nathan
10:7 וימכרם, «y los vendió», de la raíz מָכַר, makar.
13:1 ויתנם, «y él les dio,» de la raíz נָתַן, nathan

### La Narrativa de Sansón
Los capítulos 13-16 contienen la «Narrativa de Sansón» o «Ciclo de Sansón», una composición poética altamente estructurada con una 'esbeltez casi arquitectónica' desde un punto de vista literario. La sección completa consta de 3 cantos y 10 subcantos y 30 cánticos, como sigue:
- Canto I: la historia del nacimiento de Sansón (Jueces 13:2-25).
- Canto II: las hazañas de Sansón en Timná y Judá (Jueces 14:1-16:3)
- Canto III : hazañas de Sansón en el valle de Sorek y el templo de Dagón (Jueces 16:4-31).

La distribución de los 10 subcantos en 3 cantos es un 2 + 4 + 4 regular, con el número de cánticos por subcanto como sigue:
- Canto I: 3 + 3
- Canto II: 3 + 3 + 3 + 5 (¿3 + 2?)
- Canto III: 2 + 2 + 3 + 3

El número de estrofas por cántico en cada canto es bastante uniforme, con patrones numéricos en el Canto II que muestran una 'simetría concéntrica':
- Canto I: 4 + 4 + 4 | 4 + 4 + 4
- Canto Ila: 4 + 3 + 3 | 4 + 4 + 4 | 3 + 3 + 4 (concéntrico)
- Canto IIb: 4 + 4 + 3 + 4? + 4 (concéntrico)
- Canto III: 4 + 4 | 4 + 4 | 4 + 4 + 4 | 3 + 3 + 4

La regularidad de la estructura dentro de toda la sección clasifica esta composición como 'poesía narrativa' o 'narrativa poética'.
Además de la simetría temática, algunas partes de la narración muestran una estructura observable con equilibrios en el capítulo 13 y el capítulo 16 (cada uno de los cuales consta de tres subsecciones con un cuádruple discurso de preguntas y respuestas en el centro), mientras que los capítulos 14 y 15 muestran un paralelismo en la forma y el contenido. 

### Estructura del capítulo 16
La narración del capítulo 16 tiene una estructura casi paralela a la de Jueces 13 en cuanto a la disposición del texto:
1) Encuentro con la ramera de Gaza (16:1-3)
2) Cuádruple discurso de preguntas y respuestas 16:4-22)
1. Primera pregunta y respuesta (16:4-9)
2. Segunda pregunta y respuesta (16:10-12)
3. Cuarta pregunta y respuesta (16:13-14)
4. Subida y respuesta (16:15-22)
3) Una inclusión
1. Los señores de los filisteos y el pueblo están presentes (16:23-24)
2. Ellos «llaman» a Sansón; un muchacho lo sostiene (hebreo: hmhzyq) (16:25-26)
3. Hay muchos presentes (16:27)
4. Sansón «invoca» a YHWH; YHWH lo fortalece (hebreo: whzqny) (16:28)
5. Los filisteos y el pueblo son asesinados (16:30)

## El encuentro de Sansón con la ramera de Gaza (16:1-3)
Esta breve sección prefigura la narración más larga que involucra a Dalila y sigue los patrones anteriores. Sansón se sintió atraído de nuevo por una mujer filistea, una prostituta (o «ramera»), en Gaza y el encuentro terminó con su salida superheroica, levantando las puertas de la ciudad por la noche (versículo 3), mientras que el enemigo planeaba capturarlo a la mañana siguiente (versículo 2).  Este episodio nos da una pista de la falsa sensación de invencibilidad de Sansón, que pronto se convertiría en su perdición, sobre todo porque el atractivo de las mujeres filisteas se consideraba el defecto trágico de Sansón, que hacía hincapié en el «peligro de las mujeres extranjeras (y sueltas)» (Deuteronomio 7:3-4; Proverbios 5:3-6; 7:10-23). La huida de Sansón de Gaza resultó ser temporal porque más tarde sería llevado allí de nuevo con grilletes de bronce (Versículo 21) y tuvo su enfrentamiento final con los filisteos.

### Versículo 3
'Y Sansón permaneció agazapado hasta la medianoche; entonces se levantó a medianoche, tomó las puertas de la ciudad y los dos postes de la puerta, los arrancó, con barra y todo, los puso sobre sus hombros, y los llevó a la cima de la colina que da a Hebrón.
- «Las puertas... dos postes... barra y todo»: Esta es una descripción detallada de las puertas de una ciudad típica de Canaán en ese período.[23]
- «La colina que da a Hebrón»: La distancia desde Gaza, en la llanura costera del mar Mediterráneo, hasta Hebrón, en la zona montañosa central de Judá, a 927 metros sobre el nivel del mar, es de unos 39 millas (62,8 km), cuesta arriba todo el camino.[24] La colina sin nombre debe haber sido la cresta más cercana al oeste de Hebrón.[24] Hebrón era la principal ciudad de Judá en ese momento, por lo que llevar allí su «trofeo de guerra» es una forma de Sansón de mostrar al pueblo de Judá que siempre lucharía contra los filisteos solo y a su manera.[24]

## Sansón y Dalila (16:4-22)

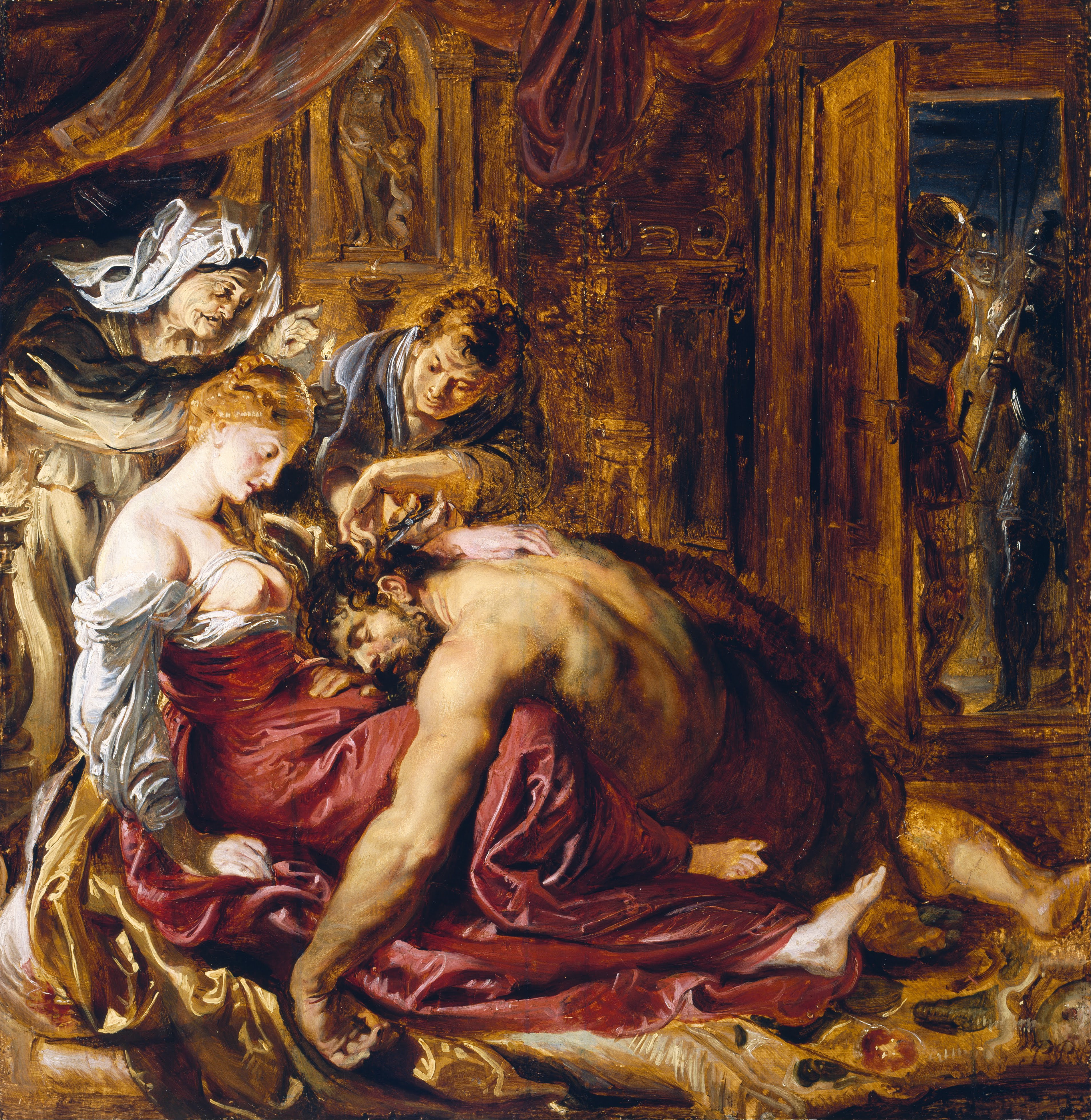
Sansón y Dalila, un boceto de Peter Paul Rubens (c. 1609)

La historia de la caída de Sansón sigue el patrón familiar del ciclo:
- encuentro con una mujer filistea
- intento de trampa o engaño
- contra-trampa o huida.

Sansón fue finalmente atrapado por sus enemigos, cuando estaba con la tercera mujer extranjera, Dalila (hebreo: דְּלִילָֽה, də-lî-lāh), cuyo nombre podría significar 'pelo suelto' o 'coquetería', pero también un juego de palabras con el término «noche» (hebreo: לַ֫יְלָה. lay-lāh) mientras que el nombre de Sansón deriva del término para «sol» (hebreo: šemeš). Significativamente, Dalila es la única mujer con nombre en la narrativa de Sansón (cf. la madre de Sansón como «esposa de Manoa», la esposa timnita de Sansón, la ramera de Gaza). Los señores filisteos ('tiranos') ofrecieron a Dalila una recompensa en plata si era capaz de descubrir y divulgarles el secreto de la fuerza de Sansón, siguiendo los cuentos populares de que la fuerza de algunos héroes reside en un amuleto u objeto especial. La fuente del poder de Sansón en esta narración está relacionada con su condición de «nazir», declarada incluso antes de su nacimiento, por lo que aquí el motivo folclórico tradicional se entrelaza con el tema teológico particular de la relación de Sansón con YHWH. Así, el error de Sansón fue su falsa creencia de que su fuerza no dependía del símbolo de su consagración a YHWH, por lo que, cuando se le rapó el cabello, Sansón no se dio cuenta de que YHWH lo había abandonado y que se había vuelto vulnerable como los hombres normales, por lo que podía ser atrapado y atado por sus enemigos. Sin fuerzas, encadenado y con los ojos arrancados, Sansón fue puesto en la prisión de Gaza y obligado a moler en un molino, normalmente el trabajo de las mujeres: así el poderoso héroe había sido feminizado, como Sísara a Jael (Jueces 4, 5).

### Comentario a los versículos 4-22
Sansón, nuevamente seducido por una mujer, cede ante Dalila como lo hizo antes con su primera esposa, incapaz de resistir la presión (Jue 14,15-17). Aunque al principio responde con evasivas, finalmente revela el secreto de su fuerza. Esto permite a sus enemigos apresarlo, arrancarle los ojos y condenarlo a trabajos forzados (16,21). 
El relato transmite un mensaje claro: el cabello largo, símbolo de su nazareato y consagración a Dios, representaba su fidelidad. Mientras mantenía esa señal de relación con el Señor, poseía una fuerza invencible. Pero al romper su compromiso, Sansón perdió el poder extraordinario que provenía de Dios, quedando vulnerable y fácilmente derrotado con sus propias fuerzas humanas.

## Muerte de Sansón (16:23-31)
La rehabilitación de Sansón y su victoria final tuvieron lugar durante un festival filisteo en honor a su dios, Dagón, cuando los filisteos hicieron sacar a Sansón para humillarlo. Fingiendo debilidad, Sansón pidió al muchacho que lo conducía que le permitiera apoyarse en los pilares de la gran casa que estaba llena con 3000 filisteos. Con una última oración a Dios, Sansón empujó los pilares, derribando así el techo de la casa, matándose a sí mismo y a sus enemigos. La narración termina con una admiración por la última hazaña de Sansón (versículo 30) y una nota sobre su honorable entierro (versículo 31).

### Versículo 31
Y descendieron sus hermanos y toda la familia de su padre, y le tomaron, y le llevaron y le sepultaron entre Zora y Eshtaol, en el sepulcro de su padre Manoa. Había juzgado a Israel durante veinte años. 
- «Entre Zora y Eshtaol»: Este epílogo indica que el lugar de enterramiento de Sansón fue el mismo donde el Espíritu le movió por primera vez (Jueces 13:25) y completa así el tema de la reconciliación con 'sus hermanos y toda la casa de su padre'.[32]

#### Comentario a los versículos 23-31
Aunque Sansón rompió su nazareato, Dios no lo abandonó por completo. Al crecer nuevamente su cabello y al elevar una oración desde su desgracia, el Señor le devolvió su fuerza prodigiosa. Este acto demuestra que Dios nunca olvida a sus elegidos, incluso cuando ellos son infieles. Cuando recapacitan y regresan a Él con humildad, el Señor escucha sus súplicas y les brinda su favor nuevamente.

## See also
- Puerta de la ciudad
- Nazireato
- Espíritu Santo
- Valle de Sorek
- Partes de la Biblia relacionadas: Jueces 13, Jueces 14, Jueces 15, Hebreos 11